# Rodolphus Agricola

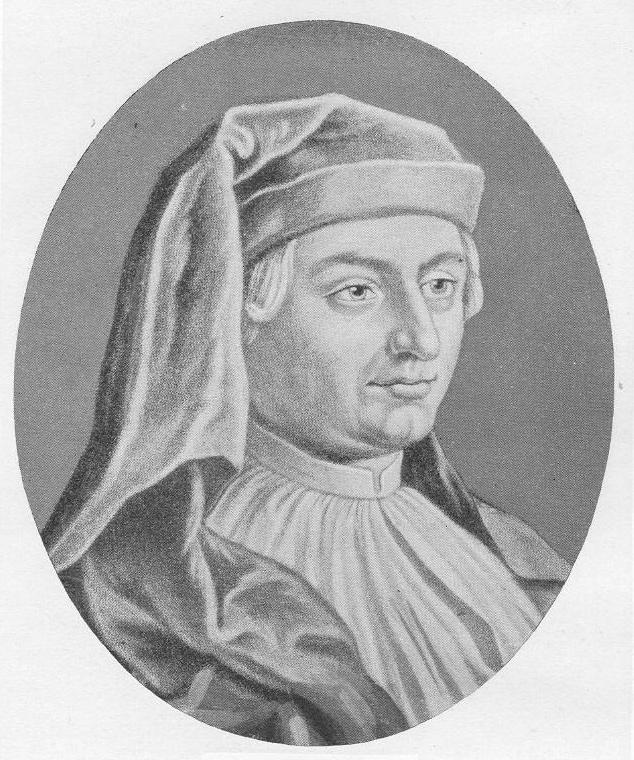
Rodolphus Agricola

Rudolf Agricola o Roelof Huusman o Huysman, conocido como Rodolphus Agricola Phrisius (Baflo, 17 de febrero de 1444 (o 23 de agosto de 1443)-Heidelberg, 27 de octubre de 1485) fue un humanista del norte de los Países Bajos, precursor de Erasmo, famoso por su profundo conocimiento de latín y uno de los primeros al norte de los Alpes en dominar el griego. Hacia el final de su vida Agricola era un estudioso del hebreo, educador, músico y constructor de un órgano de iglesia, un poeta en latín y en el idioma vernáculo, diplomático y deportista que practicaba una especie de boxeo. Es especialmente conocido por ser el autor de la obra De inventione dialectica, por ser el padre del humanismo en el norte de Europa y como un celoso opositor a la Escolástica de finales del siglo XV, hasta el punto de inspirar esa misma oposición en Petrus Ramus. Por sus conocimientos que abarcan diversas disciplinas es considerado un polímata.

## Obras
- De inventione dialectica (filosofía), 1479: Ésta es la obra más conocida de Agricola. Existe una edición reciente por Lothar Mundt, Rudolf Agricola. De inventione dialectica libri tres (Tübingen: Niemeyer, 1992).
- Cartas: Las cartas de Agricola, de las cuales se conservan cincuenta y una, permiten obtener una visión interesante del círculo humanista al cual él pertenecía. Recientemente han sido publicadas y traducidas: Agricola, Letters; editado por Adrie van der Laan y Fokke Akkerman (2002).
- Una Vida de Petrarca
- De nativitate Christi; existe traducción en castellano de Jesús Cotta publicada por Cypress Cultura en 2019.
- De formando studio (= carta 38 [a Jacobus Barbireau de Ambres el 7 de junio de 1484, estando Agricola en Heidelberg]: véase edición de las cartas por Van der Laan / Akkerman, pp. 200–219)
- Sus obras menores incluyen discursos, poemas, traducciones de diálogos griegos y comentarios a las obras de Séneca, Boethius y Cicerón.
- Una selección de sus obras con traducción al francés: Rodolphe Agricola, Écrits sur la dialecticque et l'humanisme, ed. Marc van der Poel (Paris: Honoré Champion, 1997)
- Una bibliografía de las obras de Agricola, ver: Gerda C. Huisman, Rudolph Agricola. A Bibliography of Printed Works and Translations (Nieuwkoop: B. de Graaf, 1985)